# Noxové (Hvězdná brána)
Noxové je 7. epizoda 1. řady sci-fi seriálu Hvězdná brána.

## Děj
V SGC je na inspekci ministr obrany David Swift, který sleduje odchod týmu SG-5 na planetu P3C-117. Ministr oznamuje, že vláda není spokojena s průběhem programu Hvězdné brány. Vládě jde především o získávání pokročilých technologií a SG týmy nepřinesly nic, co by pomohlo v boji proti Goa'uldům. Teal'c informuje ministra o tom, že existují i takové technologie, o které mají zájem i samotní Goa'uldi. Na jedné neobydlené planetě žije tvor, který má schopnost udělat se neviditelným. SG-1 se vydává ulovit tohoto tvora.
Po příchodu na planetu se plukovník Jack O'Neill chce vydat na průzkum. Když si chtějí vzít výzbroj, je překvapen. Hvězdná brána zmizela i s výzbrojí. SG-1 se rozdělí. Plukovník O'Neill jde s Danielem Jacksonem a kapitán Samantha Carterová jde s Teal'cem. Najednou Jackson uvidí pohybující se vzduch. O'Neill na to místo namíří zbraň s uspávacími šipkami, ale než stačí vystřelit, ozve se výstřel z tyčové zbraně. Teal'c vysílačkou informuje O'Neilla, že to nebyl on, ale že na planetě je Apophis se skupinkou Jaffů, kteří se také snaží tvora ulovit. Jackson navrhuje, aby se pokusili Apophise zajmout, že by mohli od něj získat informace o Sha're a Skaa'rovi. Teal'c říká, že Apophis u sebe bude mít zařízení, s jehož pomocí by mohli najít hvězdnou bránu. O'Neill nakonec souhlasí s útokem.
SG-1 připravují útok na Apophise a jeho Jaffy. Útok se nezdaří, protože Apophis aktivuje svůj osobní štít a podaří se mu postupně zastřelit všechny členy SG-1 kromě Teal'ca. Teal'covi se podaří zneškodnit Apophisova Prvního muže Shak'la. Apophis na Teal'ca namíří zbraň, rozhlédne se, a když se podívá zpět na Teal'ca, zjišťuje, že zmizel i s trojicí mrtvých členů SG-1.
Jackson, O'Neill a Carterová se probouzejí v jakési chýši uprostřed lesa. Jsou udivení tím, že nejsou mrtví. Zjišťují, že nemají své zbraně. Do chýše přicházejí muž a žena v prostých oděvech a ukazují jim, aby šli s nimi ven. Venku je pro ně připraveno jídlo.Jsou zde ještě starší muž a malý chlapec. Přichází Teal'c a O'Neill se jej ptá, zda zabil Apophise. SG-1 se pouští do jídla a O'Neill se snaží získat zpět zbraně. Náhle jeden z mužů promluví. SG-1 se dozvídá, že místní obyvatelé jsou Noxové. SG-1 jim děkuje za záchranu a snaží se vysvětlit, že chtěli zajmout Apophise. Noxové však jsou pacifisté a odmítají jakékoliv násilí. Chtějí odvést SG-1 k hvězdné bráně, aby se vrátili a vzali si své způsoby s sebou. Odmítají obavy SG-1, že Apophis a jeho Jaffové by mohli Noxy napadnout. Noxská žena Lya jim oznamuje, že jejich bratr ještě není vyléčen. Jsou překvapení, když zjistí, že tím bratrem je Apophisův První muž a bývalý Teal'cův žák Shak'l. SG-1 vysvětlují Noxům co jsou Goa'uldi zač. Od jednoho z Noxů jménem Anteaus se dozvídají, že Goa'uldi pravidelně přicházejí na planetu lovit Fenri, protože se domnívají, že mají schopnost učinit se neviditelným. Tuto schopnost ale nemají Fenri, ale sami Noxové. O'Neill navrhuje, že vezmou Shak'la s sebou na Zemi. Antaeaus s tím však nesouhlasí, protože jim nemůže vydat jejich nepřítele. SG-1 se vydává na průzkum a Teal'c zůstane hlídat Shak'la.
Teal'c se snaží přesvědčit Shak'la, aby se přidal na jejich stranu. Shak'lovi se podaří nepozorovaně si rozvázat pouta, bodne Teal'ca nožem do břicha, zabije Lyu a uprchne. Zranění Teal'ca naštěstí nebylo příliš vážné a Teal'c se brzy vzpamatuje. Noxové zatím pomocí jakéhosi rituálu oživují Lyu. Během rituálu však ztrácejí schopnost být neviditelní. Lya je oživena. Rituál sleduje z úkrytu i Shak'l a schopnost Noxů je tak prozrazena.
O'Neill s Teal'cem pátrají po Shak'lovi. Přichází k nim malý Nox Nafrayu a říká, že by chtěl vidět Goa'ulda. O'Neill mu nařizuje ať se vrátí. Zatím se Shak'lovi podaří dostat se k Apophisovi, kterého informuje. Nafrayu O'Neilla neposlechne a vydává se pátrat na vlastní pěst. Cestou potká Apophise a ten jej zabije. Když ostatní Noxové zjistí, že Nafrayu zmizel, vydávají se jej společně s SG-1 hledat. Když jej najdou a odnesou domů začnou jej oživovat. O'Neill nařizuje odchod a říká Anteausovi, že si sami najdou cestu k bráně. SG-1 odchází, ale nejdou hledat bránu. Připravují past na Apophise.
SG-1 ukryti v lese, čekají na Apophise. Podle Carterové je odrazová schopnost Apophisova ochranného štítu přímo úměrná kinetické energii, která do něj směřuje. Střely se od štítu odrazí, ale šíp, který je pomalejší než kulka, by mohl štítem projít. Zanedlouho se objeví Apophis se svými Jaffy a SG-1 na ně zaútočí. Noxové z dálky slyší výstřely tyčových zbraní, ale pokračují v rituálu. SG-1 se postupně podaří zneškodnit všechny Jaffy. Apophis aktivuje ochranný štít a ustupuje. Narazí však na O'Neilla, který na něj namíří luk a vystřelí. Apophis a Jaffové však náhle zmizí. Noxové zasáhli.
SG-1 míří k bráně. Jsou zklamaní, protože Noxové jejich pomoc odmítají. Náhle se před nimi zjevuje Anteaus a sděluje jim, že nepřátele lidí poslali bránou pryč. O'Neill jej varuje, že se Goa'uldi vrátí, ale Anteaus chce po odchodu SG-1 bránu zakopat. O'Neill mu vysvětluje, že Goa'uldi přiletí v mateřských lodích. Náhle se objevuje živý Nafrayu, který se chce s SG-1 rozloučit. Říká, že jejich zbraně také poslali bránou. Anteaus chce vědět, proč se lidé o Noxy tak bojí. Teal'c vysvětluje, že to je způsob lidí, kdy silný chrání slabého. Anteaus nechá zviditelnit obrovské město, které pluje na obloze. SG-1 zjišťuje, že Noxové, kteří vypadají jako primitivní a bezbranní jsou příslušníky velmi vyspělé civilizace. Anteaus nechává zviditelnit i hvězdnou bránu. Loučí se s SG-1 a říká, že lidé možná jednou zjistí, že jejich pohled na svět není jediný. Noxové a město na obloze mizí. SG-1 odchází domů.